# Holzmarkt (Danzig)

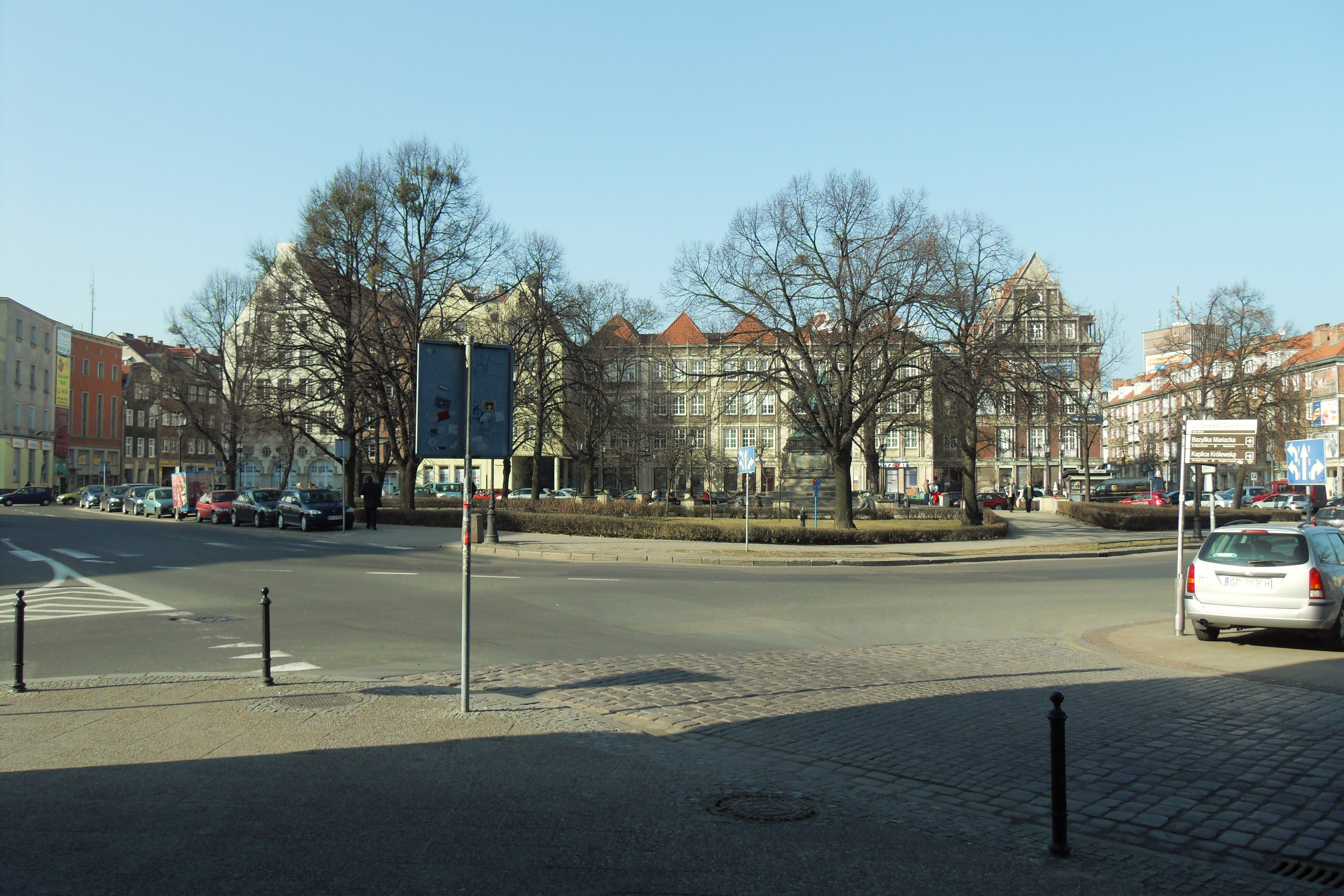
Holzmarkt

Der Holzmarkt (polnisch Targ Drzewny) ist ein Platz in der Innenstadt von Danzig.

## Lage

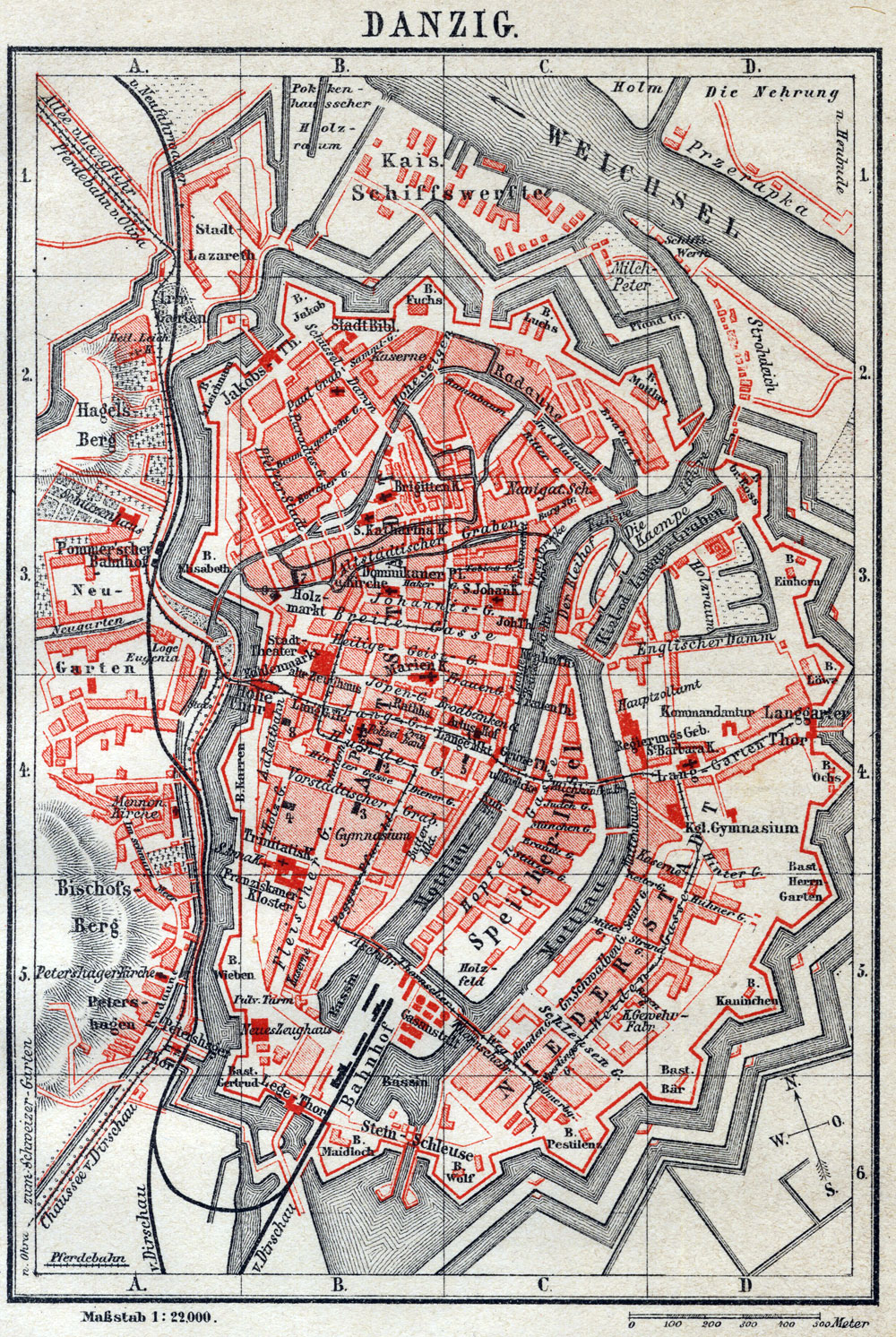
Danzig 1886, mit Holzmarkt (Mitte links)

Der Holzmarkt ist heute eine größere Grünfläche mit einem Denkmal für den polnischen König Johann III. Sobieski. Er ist von Straßen umgeben.
Der Platz liegt am westlichen Rand der Altstadt, dicht an der Radaune (Raduny). Von ihm gehen die Breite Gasse (ul. Szeroka), die Heilige-Geist-Gasse (ul. Świętego Ducha), der Kohlenmarkt (Targ Węglowy), der Dominikswall (Waly Jagiellońskie), die Töpfergasse (ul. Garncarska) und die Schmiedegasse (ul. Kowalska) aus.

## Geschichte

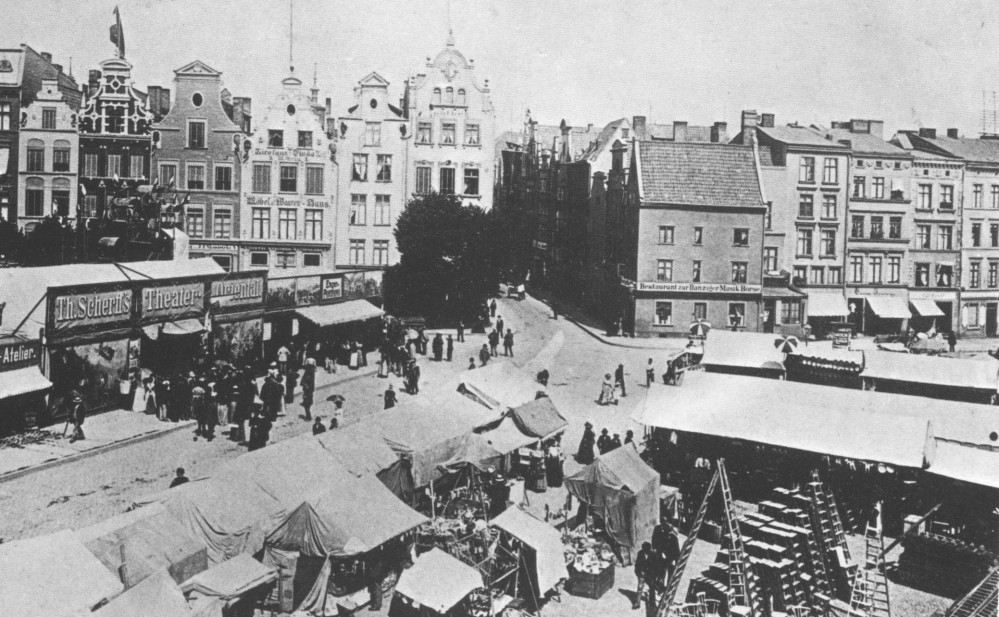
Holzmarkt, um 1900

Auf dem Holzmarkt wurden seit dem Mittelalter Holz und andere Waren gelagert, die über die Radaune für die Stadt angeliefert wurden. Er lag zunächst außerhalb der Stadtmauern, vor dem Holztor (oder Gertrudentor). Die älteste Erwähnung ist von 1515 (oder 1581) bekannt. Mit dem Bau der neuen Befestigungsanlagen wurde der Holzmarkt im 17. Jahrhundert in die Altstadt einbezogen. Zum südlich anschließenden Kohlenmarkt gab es eine Mauer mit einem Tor.
Am Rand des Platzes wurden Wohnhäuser gebaut. Im 18. und frühen 19. Jahrhundert wurde der östliche Teil an der Breiten Gasse und der Heilige-Geist-Gasse auch als Erdbeerenmarkt bezeichnet.
1904 wurde auf dem Holzmarkt ein Kriegerdenkmal für die preußischen Siege von 1864 bis 1871 errichtet und von einem geometrisch angelegten Park umgeben. In den 1930er Jahren gab es eine Umgestaltung des Platzes.
1945 wurden fast alle umliegenden Häuser zerstört. Das Denkmal wurde abgetragen. Es erfolgten ein Neubau von einigen Gebäuden. Um den polnischen Anspruch auf die Stadt symbolisch zu repräsentieren, wurde 1953 der Grundstein für ein neues Denkmal gelegt, das den Helden der Verteidigung der Küste (Pomnik Obrońców Wybrzeża) gewidmet sein sollte.1955 wurde in einem Wettbewerb ein Werk von Alina Szapocznikow mit dem ersten Preis ausgezeichnet und die Ausführung geplant. Mit dem politischen Tauwetter nach dem Tod Stalins war der sozialistische Realismus des geplanten Denkmals jedoch nicht mehr gewünscht. Mit dem Anschluss Lwóws (Lemberg) an die Ukrainische Sozialistische Sowjetrepublik durften Polen Teile der städtischen Sammlungen, Archive und Denkmäler nach Polen verbringen, so auch das Sobieski-Denkmal. Nachdem dieses einige Jahre im Park des Schlosses Wilanów untergebracht war,  wurde es 1965 auf dem Holzmarkt aufgestellt, wobei das Reiterstandbild seinen Kolben gegen Westen, gegen den ehemaligen Aggressor Deutschland richtete. Das Sobieski-Denkmal fügt sich in eine moderne polnische Sicht auf die Danziger Geschichte, ein die die Danziger Loyalität gegenüber den polnischen Königen betont. Sobieski wurde bei seinem Aufenthalt 1677/78 gehuldigt, u. a. auch von Johannes Hevelius, der seinen Sternenatlas Firmamentum Sobiescianus nannte. In der Gegenwart wird der
Umgekehrt war es für Deutschland nicht möglich, Sammlungen, Archive und Denkmäler aus den deutschen Ostgebieten, etwa aus Danzig, nach Restdeutschland zu bringen.
Heute wird der Holzmarkt als Park genutzt, auch zu gelegentlichen Demonstrationen.